# Jagdpanzer E-25
Der Jagdpanzer E-25 (Jaguar) war ein deutsches Projekt für einen Panzerjäger aus dem Zweiten Weltkrieg. Er gehörte zur E-Serie, mit der im Deutschen Reich ab etwa 1942 versucht wurde, die alten Jagdpanzertypen und die mittelschweren Panzer der Typen III und IV zu ersetzen.

## Entwicklung

E-10

Der Panzerjäger E-25 wurde auf Basis des E-10 entwickelt, da er in einigen Bauteilen auf diesen zurückgreifen sollte. Er war etwas größer, hatte nun die Form des Jagdpanzer 38 und wurde bei Argus in Karlsruhe unter der Leitung von Hermann Klaue bis 1945 entwickelt. Als man gegen Kriegsende Nachforschungen anstellte, waren bereits produzierte Bauteile nicht mehr aufzufinden. Teile und Form flossen später in die Entwicklung des Kanonenjagdpanzers der Bundeswehr ein.

## Technik
Der Panzer sollte ursprünglich mit einem 400 PS leistenden Maybach V-12 HL 100 ausgerüstet werden. Ein weiterer Vorschlag sah vor, ein Aggregat mit Benzindirekteinspritzung und 600 PS Leistung zu verwenden. Als dritte Möglichkeit war der Einbau des Maybach-V-12-Motors HL 230 P30 angedacht. Letztendlich wurde im März 1945 entschieden, den Maybach HL 101 mit 550 PS einzusetzen. Des Weiteren sollte ein hydrodynamisches Getriebe von Voith eingesetzt werden. Es war bis zum Kriegsende nicht klar, mit welcher Hauptbewaffnung der Panzer ausgerüstet werden sollte. Auf den Zeichnungen wurde er mit einer 7,5-cm-Panzerjägerkanone 42 L/70 dargestellt. Über das Fla-MG des Jagdpanzers war man sich uneinig und plante, eine Kuppelvariante mit einer 30-mm-MK 108 einzubauen.